# Grad Egmond (Holandija)
Grad Egmond (nizozemsko Kasteel Egmond ), imenovane tudi ruševine Egmonda (nizozemsko Ruïne van Egmond), je porušen srednjeveški grad v nizozemski provinci Severna Holandija. Nahaja se v kraju Egmond aan den Hoef v občini Bergen in leži približno 7 km (4,3 mi) zahodno od Alkmaarja. Grad je iz 11. stoletja in je sedež prednikov družine Egmond, katere člani so postali suvereni vojvode Gelderski, grofje Egmond in knezi Gaverski, grofje Burenski in Leerdamski. Je nacionalni spomenik Nizozemske.

## Zgodovina

### Začetki
Začetki gradu Egmond so tesno povezani z opatijo Egmond, ki so jo ustanovili Grofje Holandski v Egmond-Binnenu. Ko so opatijska zemljišča postala prevelika, se je opat leta 1129 odločil, da za upravitelja teh posesti imenuje nekega Berwouta. Berwout in njegovi potomci so živeli na (utrjeni) kmetiji ali dvorcu ("Hoeve") severno od opatije. Ker so Berwout in njegovi potomci sodelovali v križarskih vojnah, so bili nagrajeni z dednim gospostvom nad Egmondom.

### Prvi grad | c. 1100–1203
O prvem gradu gospodov Egmondskih je malo znanega. V tridesetih letih dvajsetega stoletja je Wouter Braat odkril, da so pod kasnejšim glavnim gradom znaki prejšnjega bivanja.  Našel je ostanke stare palisade in tudi nekaj zelo težkih hrastovih pilotov z ožganimi glavami. Jaap Renaud je menil, da je mogoče in mamljivo, da bi te obravnavali kot ostanke prvega gradu. Kdaj je bil zgrajen prvi grad, ni znano. Nekateri menijo, da je bilo to okoli leta 1050. Drugi pravijo, da je bilo leta 1150.
Zanimivo je vprašanje, ali je bila prva različica gradu Egmond grad Mota. Ta hipoteza bi lahko vključevala, da je bila mota spuščena in da to pojasnjuje odsotnost ruševin in gradbenih ostankov na mestu poznejšega okroglega vodnega gradu. Renaud in P. Beelaerts van Blokland nista videla nujnih razlogov za domnevo, da je na tem mestu obstajala mota.
Walter I., gospodar Egmonda, z vzdevkom Kwade Wouter se je vključil v Loonsko vojno, nasledstveno vojno nad grofijo Holandijo (in od nje odvisn Zeeland) od leta 1203 do 1206, ki jo je sprožila smrt grofa Ditrika VII. Med to vojno je frakcija Ludvika II., grofa Loonskega, leta 1205 zažgala utrjeno graščino.

### Drugi grad | 1206–okoli 1300
Walter I. ali njegov naslednik se je odločil, da bo namesto tega zgradil okrogel kamniti grad.
Drugi grad je bil okrogel vodni grad. Oblikovala je daleč od popolnega kroga z najmanjšim premerom 27 metrov in največjim premerom 29 metrov. Obodni zid je bil 0,76 - 1 m debel in je stal v jarku. Na notranji strani so bili oporniki, ki so držali prostor v razdalji 3,20 - 4 m med njimi. Te prostore so prepletali loki, ki so podpirali krožni podest. Na južni strani je bil močan stolp, ki je verjetno služil tudi kot vratarnica. Kasneje so na severovzhodni strani prizidali manjši, a močan stolp. Manjši in lažji stolp na severozahodni strani je bil tudi kasnejši prizidek.
Glavni namen okroglega gradu je bil služiti kot zatočišče in obramba v času nevarnosti. Znotraj okroglega gradu ni bilo najdenih sledov stavb.  Glavne bivalne in stanovanjske stavbe je torej treba iskati na takratnem zunanjem oboru. Grad Egmond je bil prvič omenjen leta 1228. Leta 1285 je grof Floris V. Holandski, potrdil, da je gospodu Viljemu Egmondskemu dovoljeno dati zatočišče beguncem pred holandskim zakonom v svoji hiši blizu Rynegoma in na hoeve (kmetiji), kjer je bila njegova hiša.
Cerkev ob gradu so začeli graditi hkrati z okroglim vodnim gradom.
Obstaja en sam vir, ki trdi, da je bil grad Egmond uničen leta 1315. Če bi bilo to res, bi bil krožni grad uničen tega leta. Renaud meni, da je verjetneje, da se je to zgodilo med uporom po smrti grofa Florisa V. V obeh primerih je delček stene, najden v severozahodnem jarku, lahko ostanek uničenja. Zaradi razdalje med okroglim gradom in novim (tretjim) gradom je verjetno, da se je okrogli grad prenehal uporabljati okoli leta 1300. Obstoj okroglega vodnega gradu je bil nato pozabljen, dokler je bil odrit njegov ostanek v 30-tih letih preteklega stoletja.

### Tretji grad - prva gradbena faza| prva polovica 14. stoletja
Tretji grad je bil zgrajen v dveh fazah. Zgrajen je bil na mestu, kjer naj bi bilo zunanji zid starega okroglega gradu. Ta je bil s tem nadomeščen. Nekdanji zunanji obor je bil razdeljen na zahodno in vzhodno stran. V prvi fazi je na vzhodni polovici nekdanjega zunanjega obora zgrajen nov majhen kvadratni glavni grad. Imel je velik stolp, ki je bil pogosto označen kot donjon.
Stolp je bil zgrajen okoli leta 1330, in je imel zidove debeline 2.10 - 3 m. Del severozahodnega in jugozahodnega obzidja je bil zgrajen v istem času. Temelji so bili iz rumene opeke velikosti 30 X 15 X 8 cm, del zunanjosti je bil prekrit z ometom. Kaže, da so uporabili opeko iz okroglega gradu za gradnjo temeljev stolpa in za povezovalne zidove. Dvorišče tretjega gradu je bilo manjše.
V času, ko je bil zgrajen tretji grad, na dolgem zunanjem oboru ni bilo kamnitih konstrukcij. To je bilo razvidno iz razlik v uporabljeni opeki in konfiguraciji (kasneje) utrdbe zunanjega obora.
Valter II. Egmondski (ok. 1283-1321) je šel leta 1315 na ekspedicijo v Flandrijo s 60 možmi. Verjetno je on pričel z gradnjo tretjega gradu; mogoče pa njegov sin Janez I. Egmontski (1310-1369). Janez I. je bil vodja frakcije "Trska" med vojnami med "Trnek in Trska".

### Tretji grad - druga gradbena faza| druga polovica 14. stoletja
Druga gradbena faza tretjega gradu se je odvila v drugi polovici 14. stoletja. Pri malem glavnem gradu je bil ta razširjen z izgradnjo večjega kvadratnega gradu z izgradnjo severozahodnega in jugozahodnega obrambnega zidu, debelega 1.10 m.

Drugo gradbeno fazo lahko pripišemo naraščajočemu bogastvu gospodov Egmondskih. Janu I. Egmondskemu (1310-1369), ki se je poročil z bogato dedinjo Gyote van IJsselstein. Gospod Arnold I. Egmondski in IJsselsteini so postali bogati. Financiral je izgradnjo večjega dela Egmondskega gradu.

### Tretji grad - tretja gradbena faza| ok. 1450-1525
V tej fazi je bila zgrajena velika dvorana, na vzhodni strani glavnega gradu. Ta je imela galerijo potretov gospodov Egmondskih. Prekop med glavnim gradom in zunanjim oborom je bil zaprt. Na južni strani jez s tremi loki, na severni strani z dvema lokoma in nekaj pilotov pod njima. Nekatere stavbe so bile vzidane tudi v jarek od glavnega gradu.
Na zunanjem oboru je v prvi polovici 16. stoletja nastala velika dvorana za služabnike. Velika portalna stavba je bila dodana okoli leta 1500. S svojimi štirimi stolpi je bila samostojna trdnjava. V bližini portalne zgradbe so med izkopavanjem našli leva iz peščenega kamna in dva svinčena zmaja. 
Jan III. Egmontski (1438-1516) je bil prvi Grof Egmontski kot tudi pomemben državnik Burgundski Nizozemski. Odločil se je povečati in olepšati grad. Bil je tudi zadnji gospod Egmondski, ki je imel grad Egmond za svojo rezidenco. Mnogi so ta grad imenovali za največjega in najlepši grad v Holandiji.

## Zaton
Ko je rodbina Egmond postala pomembna v burgundski Nizozemski, so vse več časa preživeli na jugu Nizozemske, npr. v Palača Egmont v Bruslju, gradu Egmont v Zottegemu ali gradu v La Hamaide.
Lamoraal I., grof Egmontski in prvi vojvoda Gavere je bil vnuk Jana III. Bil je vodilni general in državnik v Španski Nizozemski v 16. stoletju. Njegovo obglavljenje v Bruslju leta 1568 je spodbudilo narodni upor, ki je vodil v neodvisnost Nizozemske. Čete, ki jih je vodil Diederik Sonoy so leta 1573 požgale tako grad Egmond kot opatijo. Uničenje je naročil Vojvoda Oranski, da bi preprečil španski vojski, da bi okupirala to strateško lokacijo.

### Ruševine
Grof Lamoraal II., sin Lamoraala I., je bil zadnji pripadnik rodbine Egmond, ki je bil lastnik gradu. Zaradi dolgov je bil leta 1607 prisiljen grad in obkrožajočo posest prodati Stanovom Holandije in Zahodne Frizije. V njihovi lasti je ostal do konca 17. stoletja. Gerrit Egmondski iz Nijenburga, potomec mlajše (bastardne) veje družine Egmond, se je leta 1722 odločil kupiti ruševine. Njegov sin  Jan Egmondski iz Nijenburga je obnovil dva stolpa ob vhodu v grad. 
Kasneje, leta 1798,  je s poroko lastnik ruševin postal g. Tinne. Leta 1832 sta bila porušena še stolpa. Po letu 1836 ni več nič ostalo od gradu. 

## Galerija
- Egmond Castle around 1570 by Gilles de Saen, at view in the town hall of Zottegem
- The ruins of Egmond in 1689
- The ruins of Egmond in 1689
- Landscape with the Ruins of the Castle of Egmond by Jacob van Ruisdael, at view in Art Institute of Chicago
- Lamoral, Count of Egmont
- Egmond Castle today with a statue of Lamoral, count of Egmont,
- Grajska kapela
- Grajska kapela
- Ostanki grajskega zidu
- Temelji gradu
- Pogled na ruševine
- Pogled na ruševine oz. ostanek gradu
- Kip Lamorala Egmontskega (kopija kipov v Zottegemu avtorja Jan-Robert Calloigne)
- Upodobitev 19. stoletja
- Tloris gradu
- Ruïne kasteel Egmond 1641, Salomon van Ruysdael